# Herman Holmgren

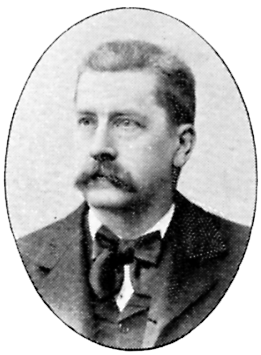
Herman Holmgren

Herman Theodor Holmgren, född 31 mars 1842 i Östads socken i Älvsborgs län, död 24 maj 1914 i Stockholm, var en svensk arkitekt som ritat ett flertal offentliga byggnader runt om i Sverige. Han var även ledamot av Konstakademien.

## Liv och verk
Mellan 1863 och 1871 studerade Holmgren vid Konstakademien. Åren 1871-1874 reste han i Tyskland, Frankrike och Italien. År 1871 blev han arkitekt i Överintendentsämbetet och 1887 ledamot av Konstakademien.  Mellan 1897 och 1907 var han intendent för kronans byggnader i Stockholm. 
Holmgrens förnämsta arbeten är Universitetshuset i Uppsala (1878-1887), Sundsvallsbankens byggnad i Sundsvall, landsstatshusen i Falun och Luleå samt dövstumskolornas byggnader i Härnösand, Gävle och Växjö. Han ritade även landshövdingeresidenset i Jönköping och Brogård i Upplands-Bro. Bland sakrala verk märks Stjärnsunds kyrka (1885–87), Furuby kyrka (1886–1888), Hede kyrka och Kymbo kyrka (1898–1899). Han anses också ha ritat orgelfasaden i Alsters kyrka 1884.

## Verk (i urval)

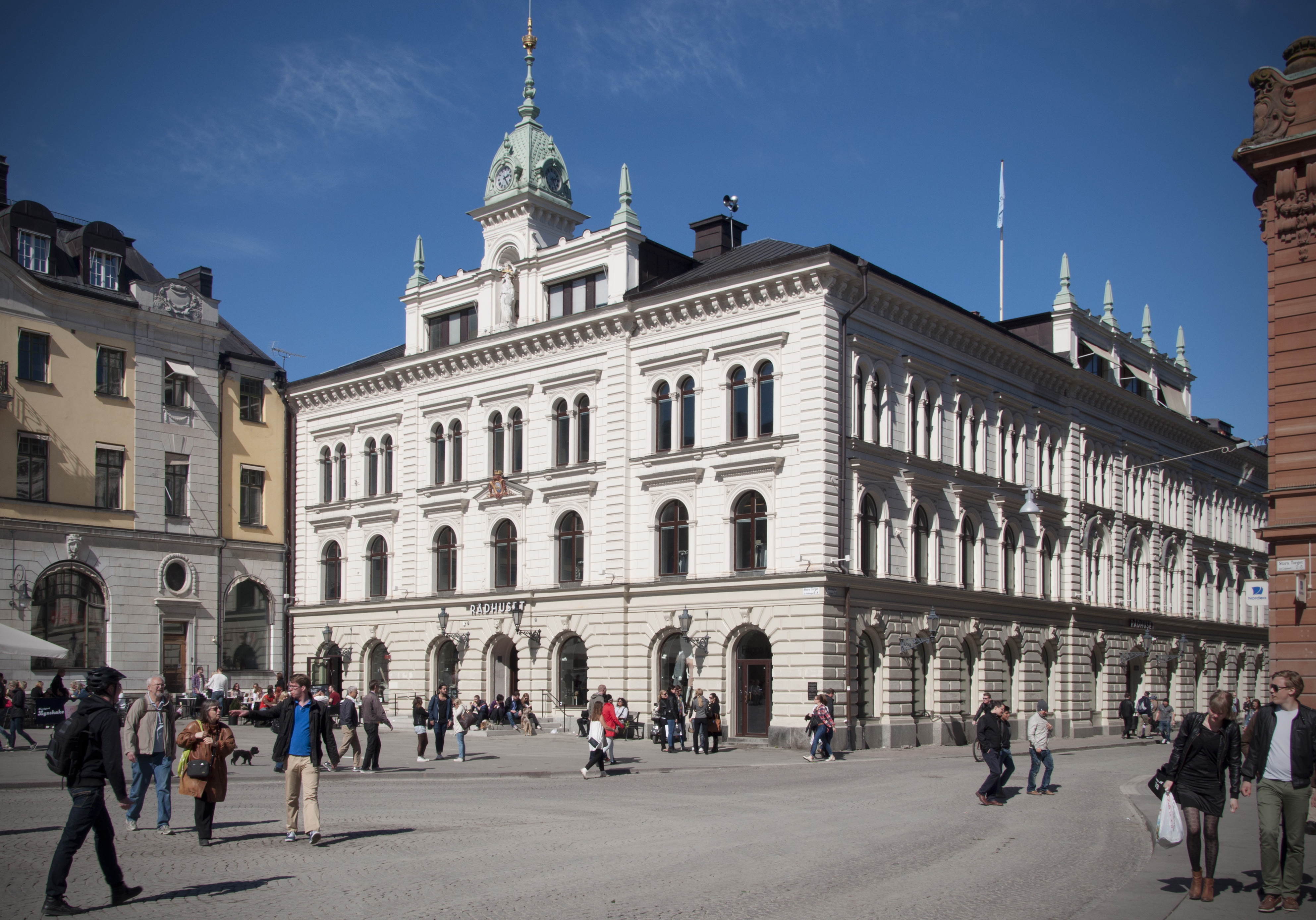
Om- och tillbyggnad av Uppsala rådhus
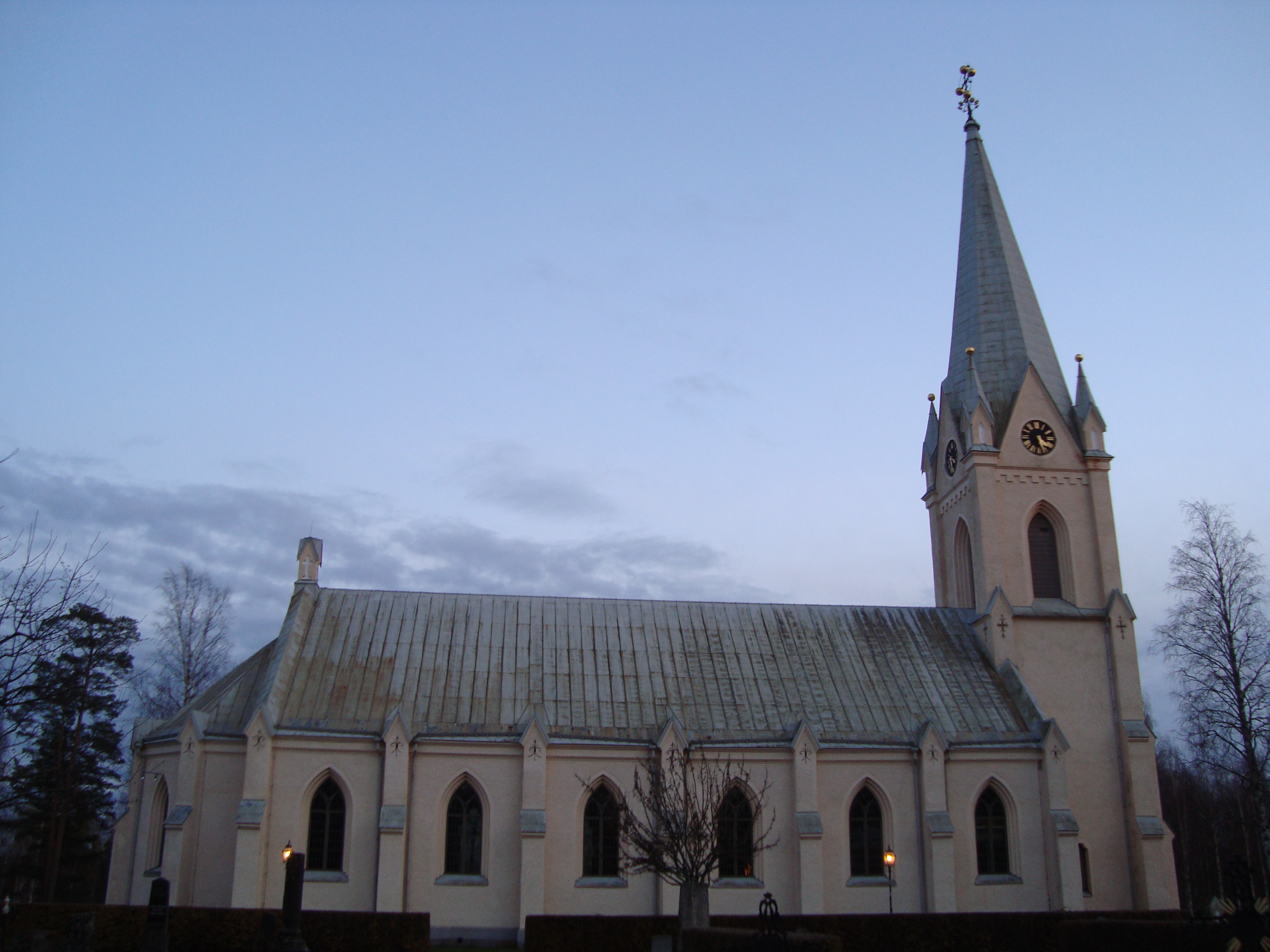
Stjärnsunds kyrka
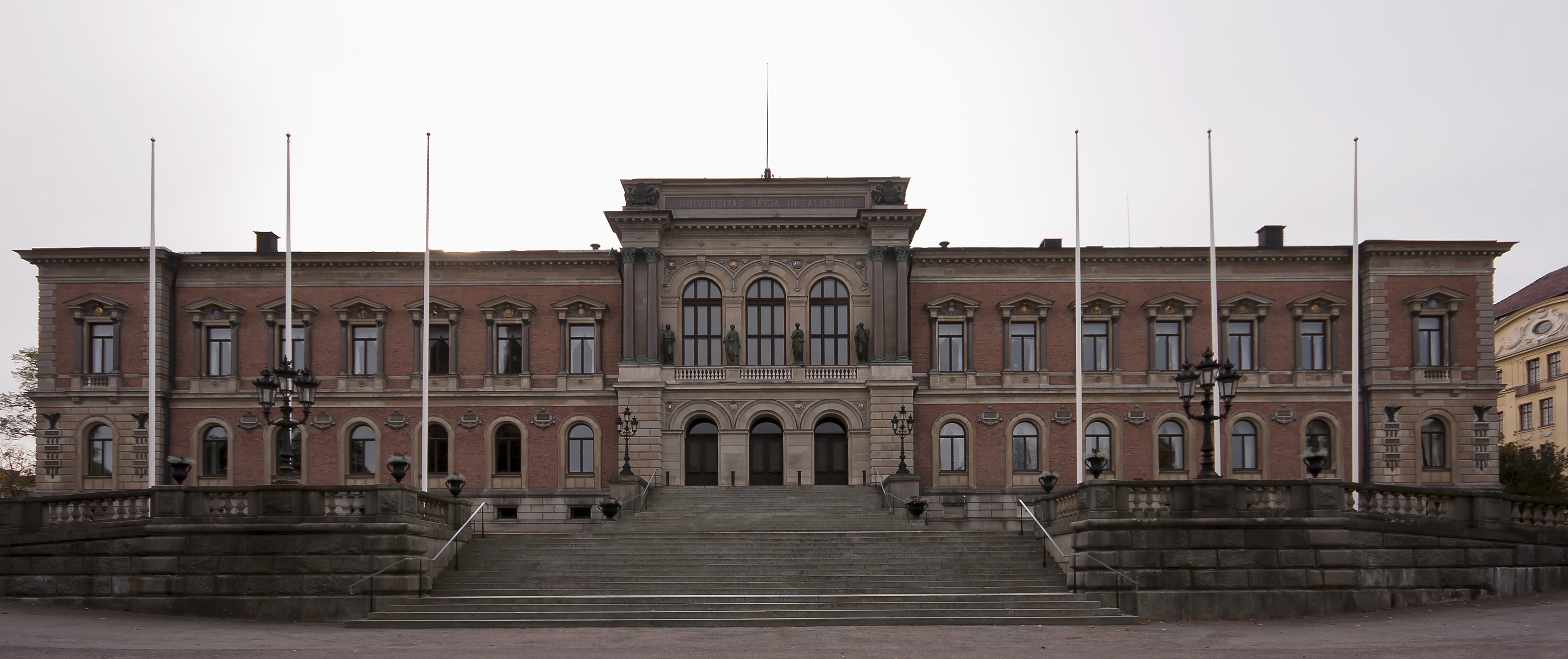
Universitetshuset, Uppsala
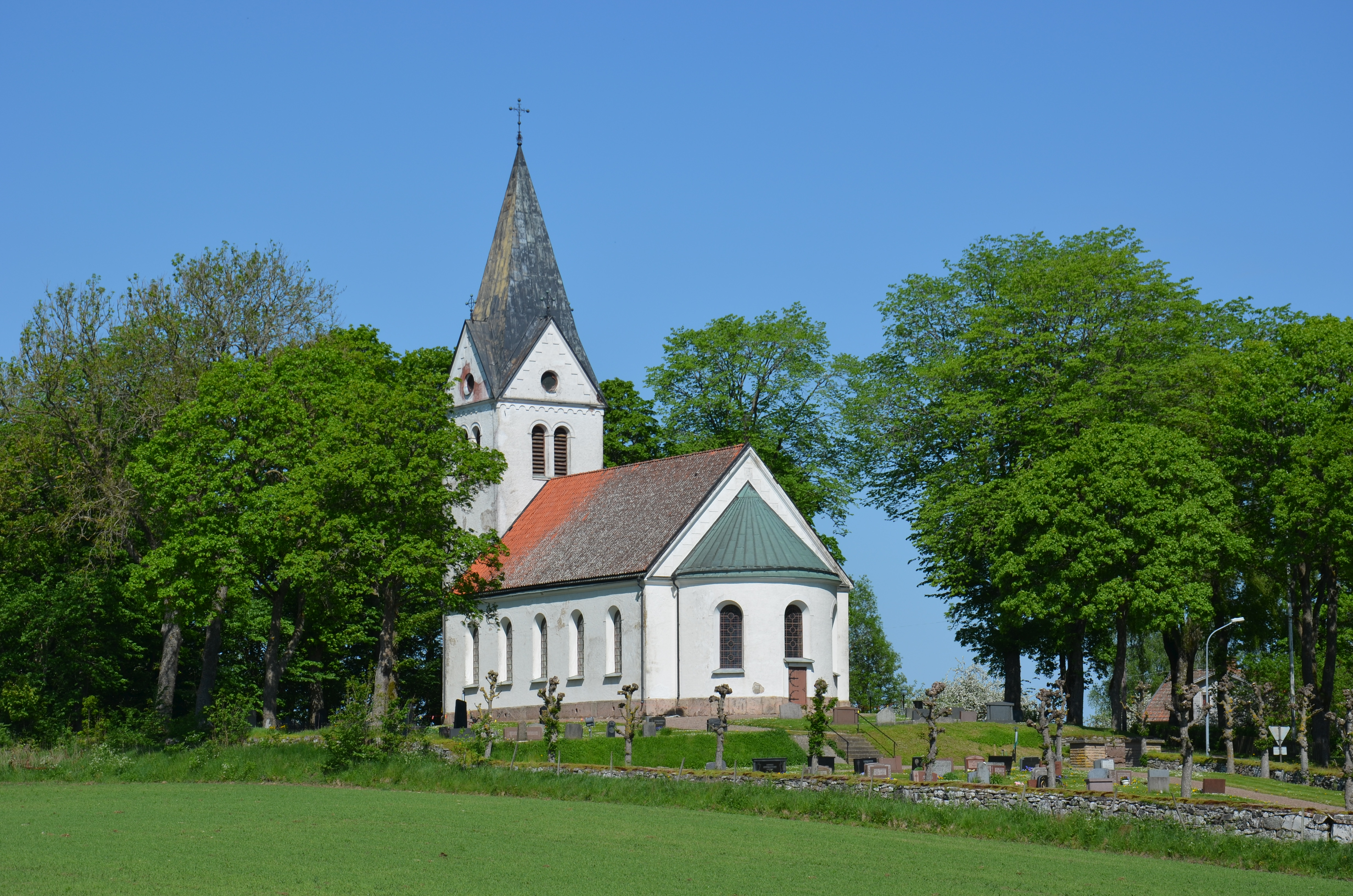
Kymbo kyrka
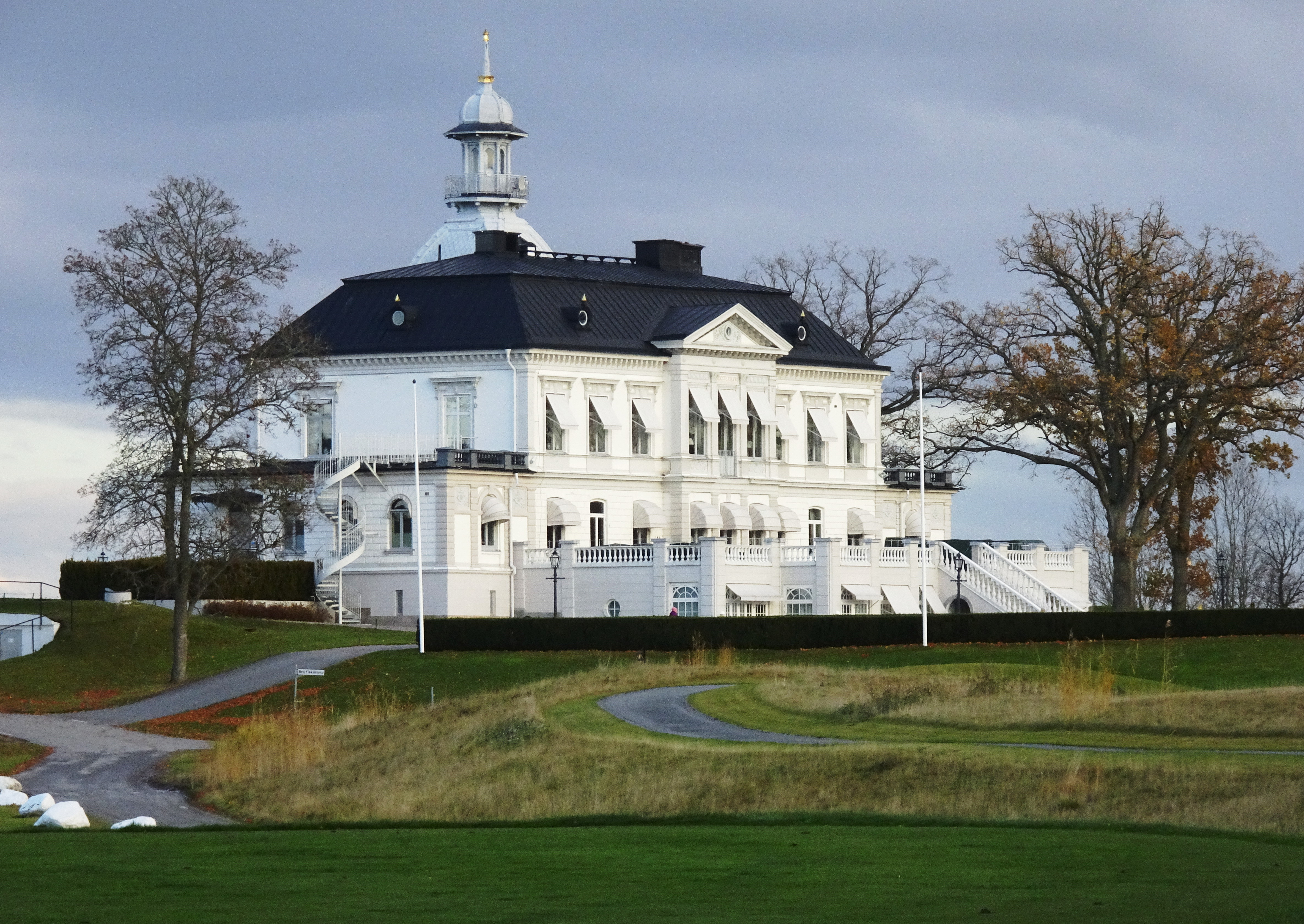
Brogård